# Antimodernisteden

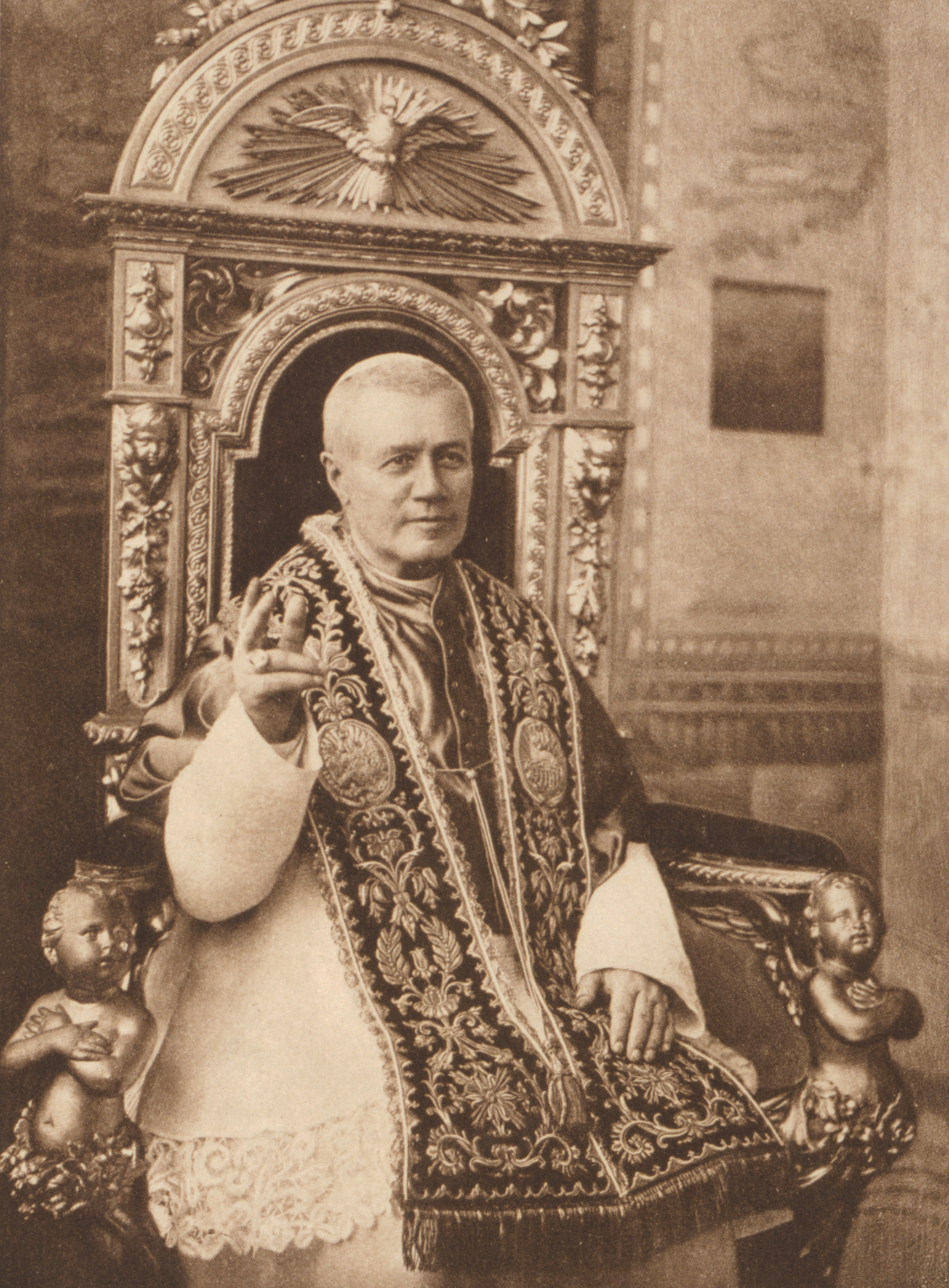
Antimodernisteden infördes av påve Pius X

Antimodernisteden infördes 1910 av påven Pius X och innebar en med ed bekräftad förpliktelse till trohet mot den romersk-katolska kyrkans lära.
Präster och lärare i teologi avkrävdes denna ed, som var särskilt riktad mot modernismen, en lära som påven hade fördömt tre år tidigare. Man behövde inte lära sig eden utantill, och den svors bara en gång. Antimodernisteden avskaffades 1967 av påve Paulus VI och ersattes med en ny trohetsed mot kyrkans lära, vilken inte fördömer någon direkt lära (såsom modernismen) och som skiljer sig något åt lokalt.